# Aspila ferruginea
Aspila ferruginea är en fjärilsart som beskrevs av Arnold Spuler 1907. Aspila ferruginea ingår i släktet Aspila och familjen nattflyn. Inga underarter finns listade i Catalogue of Life.